# Bitwa pod Sobraon
Bitwa pod Sobraon – starcie zbrojne, które miało miejsce 10 lutego 1846 pomiędzy Wielką Brytanią i Sikhami. Brytyjczykami dowodził Hugh Gough i oni byli zwycięzcami w tej bitwie. Sikhami dowodzili generałowie Lal Singh i Tej Singh. Straty były znaczne po obu stronach. Sikhowie stracili 10 tys. ludzi i 67 dział, Brytyjczycy stracili 2 383 żołnierzy. Rezultatem tej bitwy było zakończenie I wojny Brytyjczyków z Sikhami. Po podpisaniu traktatu w Lahaur Sikhowie przyznali Brytyjczykom obszar Jullundar Doab. Brytyjczycy również zaanektowali Kaszmir i ustanowili kontrolę nad Lahaur, wprowadzając tam gubernatora.